# 乔治·迈克尔
乔治·迈克尔（1963年6月25日—2016年12月25日），原名喬治斯·基里亞科斯·帕納約托（Georgios Kyriacos Panayiotou），英国創作男歌手，嗓音独特亢亮而狂野，擅長靈魂樂、搖滾樂、爵士樂、節奏藍調、舞曲甚至福音等多種不同曲風，是1980年代和1990年代的主流音樂家，亦是葛萊美獎、全美音樂獎、全英音樂獎和MTV音樂錄影帶大獎等多項大獎得主。
1980年代初期，乔治·迈克尔與安德魯·瑞吉里（Andrew Ridgeley）以威猛樂隊（英語：Wham!）出道，樂隊名曲包括〈離去之前叫醒我〉（Wake Me Up Before You Go Go）、〈去年聖誕節〉（Last Christmas）、〈無心的呢喃〉（Careless Whisper）等，歷經大紅大紫的該團於1986年解散。
1988年，單飛的乔治·迈克尔以專輯《信念》（英語：Faith）創下演藝生涯高峰，成為當時歐美最受歡迎的男歌手之一。
2011年因肺炎重症，一度命危。2016年的聖誕節當日，因器官衰竭而自然死亡，享年53岁。英國女王伊莉莎白二世、索尼音樂娛樂和環球唱片等紛紛表示哀悼，並讚揚他是「世界級歌手」、「西歐最高天賦的音樂人之一」。
乔治·迈克尔離世後於2023年11月入選搖滾名人堂，由安德魯·瑞吉里擔任引言人。

## 演藝事業

### 威猛樂隊時期
喬治和安德魯兩人組成的威猛樂隊（英語：Wham!）從1982年至1986年的這5年間，已經成功打進了英、美兩地的市場。1985年4月訪問中國，乃是首次有西方流行音樂樂隊歌手於改革開放初期伴隨大批西方傳媒記者到訪中國。
威猛樂隊擁有包括1張全美冠軍專輯《炒熱它》、2張全英冠軍專輯《妙極了》和《炒熱它》、3首全美冠軍單曲〈離去之前叫醒我〉、〈無心的呢喃〉和〈她想要的東西〉和5首全英冠軍單曲〈離去之前叫醒我〉、〈無心的呢喃〉、〈自由〉、〈我是妳的男人〉和〈The Edge Of Heaven / Where Did Your Heart Go〉等等輝煌紀錄。
其中〈無心的呢喃〉還擊敗了瑪丹娜的〈宛如處女〉成為《告示牌排行榜》1985年年度最佳單曲，也成為不少亞洲歌手翻唱之經典名作。此曲也成為1980年代情歌經典代表，但許多人不知道它是喬治·麥可在17歲時寫下的作品。
1986年6月，威猛樂隊在英國倫敦溫布利體育館舉行「告別演唱會」，這個當紅的團體正式宣布解散。一个大热门是（A Different Corner）.后来，这首歌由Marc Engelhard唱起。

### 單飛起步

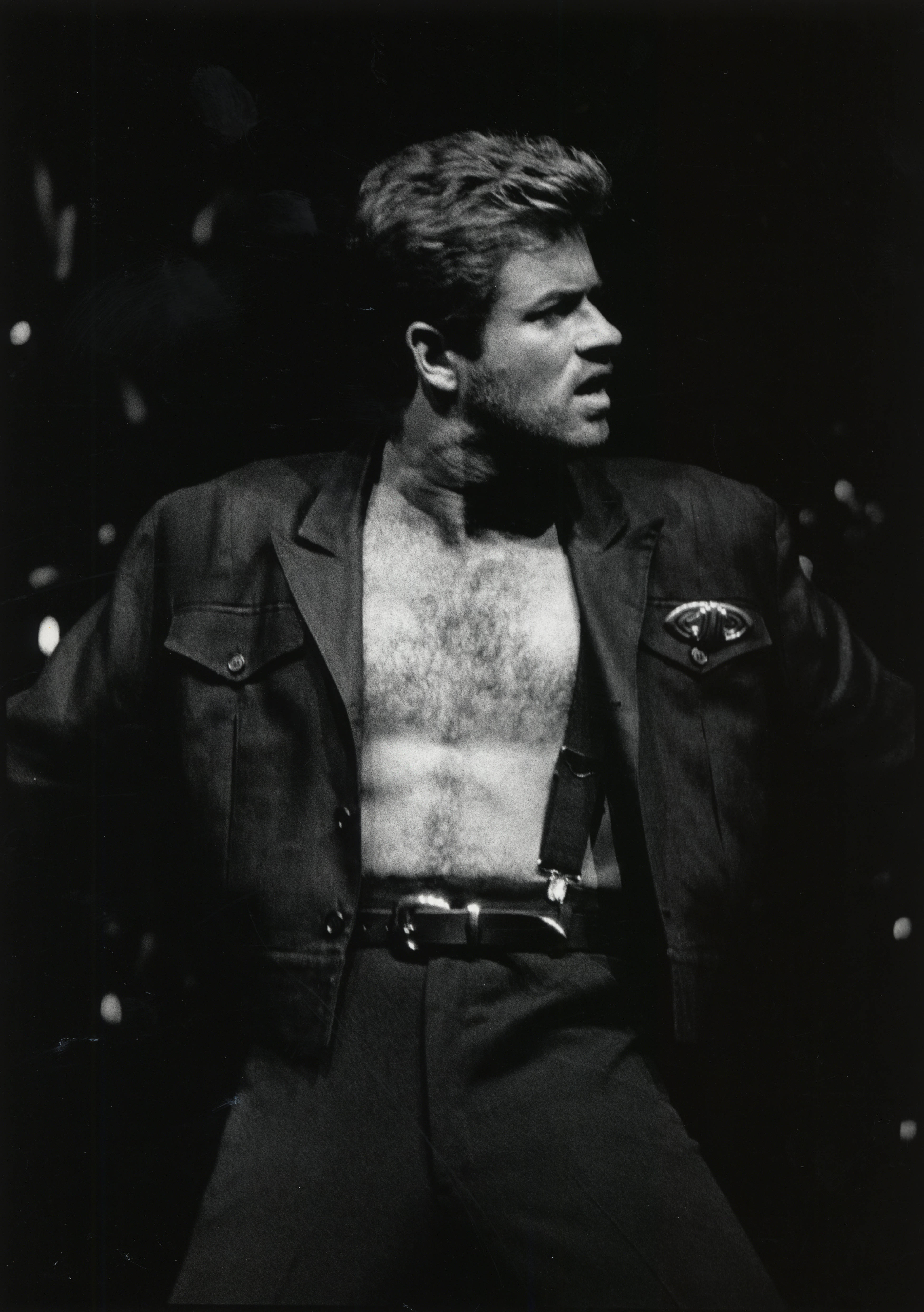
乔治·迈克尔在《信念》演唱会，1988年

喬治在1987年1月份推出自己單飛之後首支單曲〈I Knew You Were Waiting (For Me)〉，這支單曲請來了有「靈魂樂第一夫人」之稱的老牌歌后艾瑞莎·弗蘭克林一起合唱。兩個不同年代、不同音樂領域甚至不同歌迷層的歌手合作，這樣的組合在當時是前所未見的，這也是個很大膽的嘗試，畢竟1980年代已不是艾瑞莎·弗蘭克林的時代。但令眾人意外的是，這支單曲在推出之後市場反應相當好，新舊歌手結合產生出全新的吸引力，這支單曲在英美兩地都拿下了冠軍，這個好成績也幫喬治·麥可即將要推出的個人專輯搶先拉抬了不少聲勢。
1987年10月30日，喬治·麥可推出首張個人專輯《信念》，這張專輯從詞曲、編曲、製作等等全都由他一手包辦，專輯曲風更涵蓋爵士、節奏藍調、搖滾等多種風格，喬治·麥可也因應專輯內不同的曲風，以較成熟唱腔來詮釋。專輯《信念》在推出後，迅速登上英美兩地專輯榜冠軍，在告示牌專輯榜更獲得了12週的冠軍，專輯在美銷售數字更高達八白金唱片。
這張專輯收錄11首歌，一共推出6支單曲
- 首支單曲〈我要與妳歡愛〉受阻於U2樂團的〈I Still Haven't Found What I'm Looking For〉，獲得告示牌單曲榜亞軍。
- 專輯同名單曲〈信念〉於1987年12月12日擊敗貝琳達·卡萊爾的〈Heaven Is A Place On Earth〉蟬連4週冠軍，銷售逾50萬張，在英國單曲榜則獲得亞軍名次。
- 第三支單曲〈父親的形象〉（Father figure）獲得2週冠軍。
- 第四支單曲〈再試一次〉（One more try）獲得3週冠軍，銷售達金唱片。
- 第五支單曲〈猴子〉（Monkey）獲得2週冠軍。
- 第六支單曲〈親吻傻瓜〉（Kissing a fool）第5名。

在告示牌1988年年終成績方面，喬治·麥可獲得年度最佳藝人、年度最佳專輯《信念》和年度最佳單曲〈信念〉。專輯《信念》在同一年也獲得第31屆葛萊美獎的“最佳年度專輯獎”。

### 官司糾紛
喬治在1987年的專輯《信念》（英語：Faith）大紅之後，希望自己可以以音樂創作人的身份面對廣大的歌迷，而不是單純只以的歌手身份。因此，在1990推出的個人專輯《專注聆聽》（英語：Listen Without Prejudice Vol. 1）中，喬治特地不在專輯的封面放上自己的照片，而且這張專輯他不拍攝音樂錄影帶（MV），希望純粹讓歌迷欣賞他創作的音樂作品。
這張專輯的首支單曲〈Praying For Time〉雖然在1990年10月13日摘下單曲榜1週冠軍，另外一首單曲〈Freedom! '90〉也拿到第8名，但是由於缺乏MV的宣傳，導致這張專輯在《告示牌排行榜》未拿到冠軍，最高成績為第2名，而專輯的銷售量也只有上一張的四分之一，僅2白金。這成績讓喬治和當時所屬的唱片公司新力唱片發生嚴重糾紛。喬治認為新力干涉他創作的自由，而新力則認為他未盡歌手義務，雙方爭論無效，乾脆對簿公堂，也因為這個官司，喬治·麥可被唱片公司冷凍六年，沒有發片。
1991年喬治在倫敦舉辦與歌迷面對面小型演唱會，請來了艾爾頓·強和他合唱〈Don't Let The Sun Go Down On Me〉，結果這首單曲錄音版本登上英美兩地單曲榜的冠軍，也成為歌迷們意外的驚喜。

### 重出江湖
1996年喬治和新力唱片雙方達成和解，這纏訟近六年的官司，在諸多有力人士幫忙之下，終於落幕，大導演史蒂芬·史匹柏當時就是力促喬治·麥可和唱片公司達成和解的大功臣之一。雙方和解的條件是『新力唱片』願意鬆綁讓喬治·麥可離開，但將來喬治·麥可加入新唱片公司在發行新專輯之後，新力唱片會把喬治·麥可之前舊歌集結發行精選輯，並且可以使用喬治·麥可新專輯中的歌曲，另外喬治必須交出一首全新未發表的作品給新力唱片，以供放在精選輯裡。
終於在睽違6年之後，喬治·麥可於1996年5月13日發行全新專輯《歷久彌堅》（英語：Older），首支單曲〈Jesus To A Child〉在美國單曲榜獲得第7名，而第二支單曲〈Fastlove〉則是第8名，專輯在告示牌專輯榜僅獲第6名，在美銷售1白金，這和喬治·麥可以前的成績相比已經是大幅滑落。
但反觀英國的成績卻比美國好，除了專輯在英國榜獲得冠軍之外，〈Jesus To A Child〉和〈Fastlove〉這兩支單曲皆獲得英國單曲榜冠軍，其它單曲〈Spinning The Wheel〉、〈Star People '97〉和〈You Have Been Loved / The Strangest Thing '97〉都在英國單曲榜獲得亞軍名次，〈Older / I Can't Make You Love Me〉則拿到英國單曲榜第3名。喬治·麥可沉潛六年後的復出大作在美國市場反應冷清，反而是在自己家鄉獲得滿堂彩。1998年精選輯《Ladies & Gentlemen: The Best Of George Michael》發行，收錄喬治·麥可他從1984到1998年的經典歌曲，這張專輯在英國榜拿下8週冠軍創下喬治·麥可在該榜成績最好的紀錄。

### 穩定發光
喬治·麥可在1999年發行的《給下一個太平盛世的溫柔》（英語：Songs From The Last Century）是一張翻唱老歌的專輯，它在英國榜拿到第2名，但在美國《告示牌排行榜》只有第157名。2004年發行的專輯《屏息以待》（英語：Patience）在美國市場成績依舊沒有起色，《告示牌》僅獲得第12名，但喬治在英國人氣依舊紅不讓，再度拿下英國專輯榜冠軍，另外值得一提的是「商場上沒有永遠的敵人」，這張專輯喬治·麥可又回頭和昔日撕破臉的老東家新力唱片合作。2006年喬治·麥可再度發行新歌加精選輯《極限25新歌+精選》（英語：TWENTYFIVE），這張專輯又幫喬治·麥可增添一筆英國冠軍，美國則未進榜。2014年發行的《交響新經典》（英語：Symphonica）再度拿下英國專輯榜冠軍，美國則止步於第60名。至此，喬治·麥可個人已經締造7首全英冠軍單曲和7張全英冠軍專輯。

## 個人生活

### 慈善運動
乔治·迈克尔早年就曾經捐助衣索比亞難民，而後長期投身愛滋病防治運動，捐助了包括「伦敦Lighthouse艾滋病防治中心」、「弗雷迪·默丘里艾滋病防治凤凰基金会」，以及「Rainbow儿童慈善基金会等」，乔治表示，他已經名利雙收，退休後他的作品，將提供歌迷網路付費下載，款項均捐獻給慈善機構，乔治本人一文不取，乔治並多次舉辦慈善演唱會，捐出所有獲利。

### 公開出櫃
乔治·迈克尔一直是不少女性的偶像，靠著俊俏外表與動人的歌藝，擄獲了許多女性粉絲芳心，但由於其陰柔的氣質，他的性傾向時常遭到傳媒質疑。他在1980年代曾經公開為雙性戀者。
喬治在1998年4月7日，於加利福尼亞州比佛利山的一處公園，在便衣警察馬歇羅·羅德利格茲（Marcelo Rodríguez）的引誘下，於公廁內發生親密動作，乔治以公共猥褻罪名被捕，人稱「比佛利山事件」。此案以乔治·迈克尔「不提抗辯」（no contendere，「不承認有罪，但也不抗辯」）方式終結，乔治·迈克尔被判處罚款810美元，並服80小时社會勞動。事後，乔治·迈克尔非常不滿，發行了音樂錄影帶（MV）「Outside」（界外）諷刺這個事件，其中有兩名著警裝的男子接吻。羅德利格茲指控乔治·迈克尔在清談節目中誹謗他，更是在此MV中影射自己。1999年，羅德利格茲在加州法庭控告乔治·迈克尔，並求償1000萬美元的精神賠償。初審法庭駁回了此案，理由是羅德利格茲「身為公務員，無權就此訴訟」，羅德利格茲上訴，上訴法庭於2002年12月3日重新判決，認為「此事件中羅德利格茲為公務員，法律上，不允許求取精神傷害的賠償。」「比佛利山事件」之後，乔治正式出櫃，並公開自己已有交往多時的男友肯尼·高斯（Kenny Goss，1996年6月開始約會，2009年分手）。

### 吸毒肇事
2010年7月4日，乔治·迈克尔吸食大麻後開車肇事，衝撞一家照相館，9月在倫敦法院受審，法官約翰·柏金斯（John Perkins）表示，「乔治·迈克尔之前有多次『酒後駕駛』與『服藥後駕駛』紀錄，必須徹底反省，故判處『立即入監』八週，併科罰金1,250英鎊、吊銷駕照5年。但考量其有悔意，並且長期投身慈善運動，四個星期以後，可以假釋。」乔治·迈克尔當庭被押往北倫敦的HM Prison Pentonville監獄服刑。

## 健康情況
2011年年底時，一度肺炎病危。在維也納接受治療後，逐漸好轉，乔治·迈克尔向傳媒淚眼婆娑地表示，無論能不能活下去，他都體會了「生命是脆弱的」。
2016年12月25日13時42分，因器官衰竭，在英國牛津自宅安詳離世，享年53歲。警方調查之後，認為是自然死亡，無可疑之處。

## 作品列表

### 个人专辑
- 1987《Faith》（信念 ）
- 1990《Listen Without Prejudice Vol. 1》（專注聆聽 ）
- 1996《Older》（歷久彌堅 ）
- 1999《Songs From The Last Century》（給下一個太平盛世的溫柔 ）
- 2004《Patience》（屏息以待 ）
- 2014《Symphonica》（交響新經典 ）

### 精選輯
- 1998《Ladies & Gentlemen: The Best Of George Michael》（男男女女：超級精選輯 ）
- 2006《TWENTYFIVE》（極限25新歌+精選 ）

### 冠軍專輯 & 單曲
- 告示牌冠軍專輯
  - 《Make It Big》【3週】1985.3.2 （85年終#4）
  - 《Faith》【12週】1988.1.16 （告示牌1988年年度最佳專輯）（首週打入Billboard200專輯榜即空降奪冠，專輯佔據榜內達88週之久。）
- 告示牌冠軍單曲
  - Wham!時期
    - "Wake Me Up Before You Go Go" 【3週】1984.11.17 （85年終#3）
    - "Careless Whisper" 【3週】1985.2.16 （告示牌1985年年度最佳單曲）
    - "Everything She Wants" 【2週】1985.5.25 （85年終#25）

  - 個人時期
    - "I Knew You Were Waiting （For Me）" （Aretha Franklin and George Michael） 【2週】1987.4.18 （87年終#36）
    - "Faith" 【4週】1987.12.12 （告示牌1988年年度最佳單曲）
    - "Father Figure" 【2週】1988.2.27 （88年終#27）
    - "One More Try" 【3週】1988.5.28 （88年終#11）
    - "Monkey" 【2週】1988.8.27 （88年終#45）
    - "Praying For Time" 【1週】1990.10.13 （90年終#51）
    - "Don't Let The Sun Go Down On Me" （George Michael and Elton John） 【1週】▲1992.2.1 （92年終#26）
- 告示牌HOT 100單曲【# 標示打入單曲榜最高名次】
  -     - "A Different Corner" （來自 The Final 精選輯 ） 【#7】1986.6.14
    - "I Want Your Sex" （來自 Beverly Hills Cop II 電影插曲 ） 【#2】1987.8.8
    - "Kissing A Fool" （來自 Faith 豪華版 ） 【#5】1988.11.26
    - "Freedom" （來自 Listen Without Prejudice, Vol. 1 專輯 ） 【#8】1990.12.22
    - "Waiting For That Day" （來自 Ladies & Gentlemen: The Best of George Michael 專輯 ） 【#27】1991.3.2
    - "Mother's Pride" （來自 Listen Without Prejudice, Vol. 1  專輯 ） 【#46】1991.3.2
    - "Too Funky" （來自 TwentyFive 專輯 ） 【#10】1992.8.8
    - "Somebody To Love" （來自 Greatest Hits III 精選輯 ） 【#30】1993.5.29
    - "Killer/Papa Was A Rollin Stone" （來自 Live in Rio: 1991 現場專輯 ） 【#69】1993.7.24
    - "Jesus To A Child" （來自 Jesus To A Child EP 迷你專輯 ） 【#7】1996.2.24
    - "Fastlove" （來自 Older 專輯 ） 【#8】1996.6.1